# Tropiorhynchus podagricus
Tropiorhynchus podagricus är en skalbaggsart som beskrevs av Hermann Burmeister 1844. Tropiorhynchus podagricus ingår i släktet Tropiorhynchus och familjen Rutelidae. Inga underarter finns listade i Catalogue of Life.